# NGC 6015
NGC 6015 este o galaxie spirală situată în constelația Dragonul. A fost descoperită în 2 iunie 1788 de către William Herschel. Se află la o distanță de 18,62 megaparseci de Pământ.